# Øyvind Hegg-Lunde

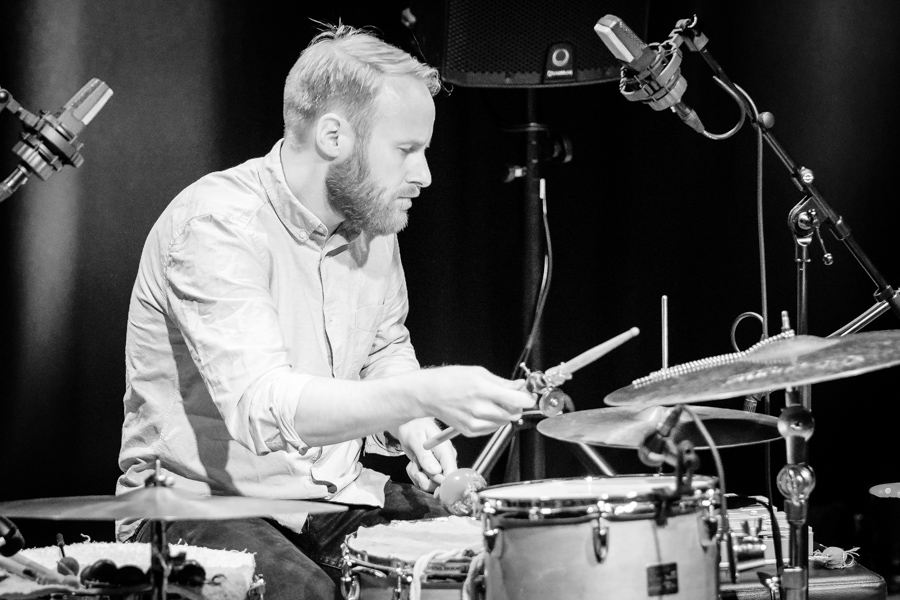
Øyvind Hegg-Lunde (2018)

Øyvind Hegg-Lunde (* 12. Februar 1982 in Lærdal) ist ein norwegischer Jazzmusiker (Schlagzeug, Perkussion, Komposition).

## Leben und Wirken
Hegg-Lunde ist in Borgund aufgewachsen; er lebt heute in Bergen. Von 2005 bis 2008 studierte er an der Griegakademiet in Bergen und der Högskolan för scen och musik an der Universität Göteborg und erwarb dort zunächst einen Bachelor-Abschluss in Jazz/Improvisierte Musik, 2018 an der Griegakademiet seinen Master.
Seit 2001 ist Hegg-Lunde in Clubs und Festivals in Norwegen und Skandinavien sowie in Europa, Amerika und Afrika unterwegs. Dabei trat er mit Musikern wie José Gonzalez, Junip, Arve Henriksen, Ståle Storløkken, Trygve Seim, Per Jørgensen, Terje Isungset, Håkon Kornstad, Kjetil Møster, Kurt Johannessen, The Megaphonic Thrift, Odin Staveland und Odd Martin Skålnes auf. Zudem ist er in mehreren Einzelprojekten tätig, wie z. B. Building Instrument, Electric Eye, Strings & Timpani, Crab is Crap, Glow, Krachmacher und The Big Almost, mit denen er teilweise auch auf CD dokumentiert ist. Auch arbeitete er interdisziplinär mit anderen Kunstformen wie Tanz, Poesie, Theater, Performance und Video zusammen. Zusammen mit dem Co-Komponisten Stephan Meidell erhielt Hegg-Lunde gute Kritiken für sein Auftragseröffnungskonzert Voice & Strings & Timpani für das Festival Nattjazz in Bergen 2016.

## Preise und Auszeichnungen
Hegg-Lunde erhielt verschiedene Stipendien und Auszeichnungen, so 2007 den Nattjazz sin Vitalpris. 2016 erhielt er mit dem Erlend Apneseth Trio für das Album Det Andre Rommet den Folkelarmprisen 2016; das Album war zudem in der „Offenen Klasse“ für den Spellemannprisen nominiert. Das Album Princess von Stéphan Oliva, Susanne Abbuehl und ihm erhielt 2017 den Grand Prix du Disque der Académie Charles Cros in der Kategorie Jazz.

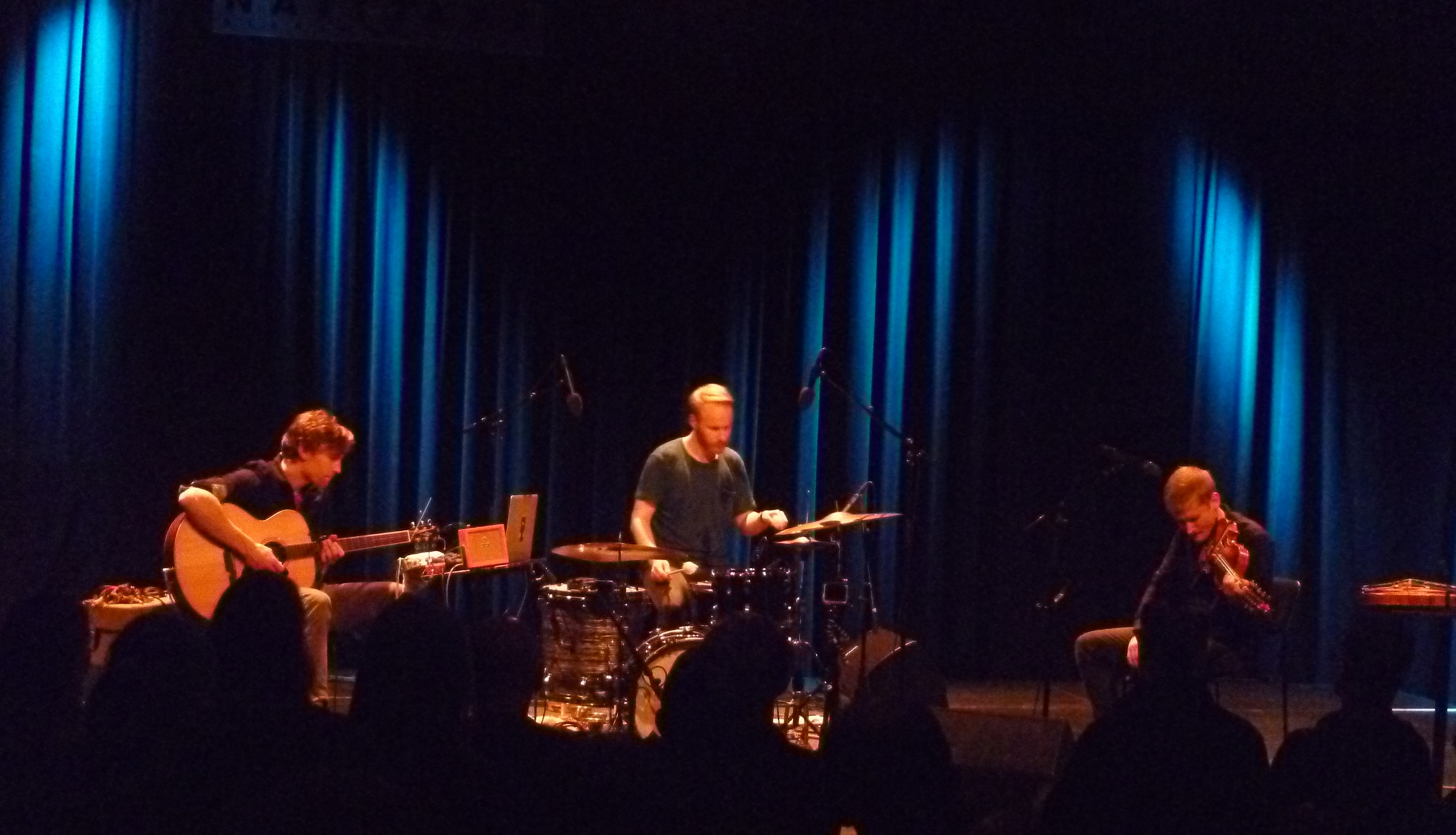
Øyvind Hegg-Lunde (Mitte) und Stephan Meidell (links) im Erlend Apneseth Trio bei Nattjazz 2016

## Diskographische Hinweise
- Building Instrument: Mangelen Min (Hubro, 2018)
- Strings & Timpani m/Mari Kvien Bhrunvoll: Brak 20 (EDDA Music, 2017)
- Oliva/Abbuehl/Hegg-Lunde: Princess (Vision Fugitive, 2017)
- Erlend Apneseth Trio: Det Andre Rommet (Hubro, 2016)[2]
- Jessica Sligter: Fear and the Framing (Hubro, 2012)
- Sarah Riedel: Memories of Lost Lane (Parallel Records, 2010)
- Stein Urheim: Three Sets of Music (Soundlet, 2009)